# Unionidae
Unionidae Fleming, 1828 è una famiglia di molluschi bivalvi, appartenente all'ordine Unionoida i cui membri sono noti come cozze d'acqua dolce.

## Generi
- Areale diffuso
  - Anodonta
  - Potomida
  - Unio
- Areale Africa
  - Brazzaea
  - Coelatura
  - Germainaia
  - Grandidieria
  - Mweruella
  - Nitia
  - Nyassunio
  - Prisodontopsis
  - Pseudospatha
- Areale Centro-America e Messico
  - Arotonaias
  - Barynaias
  - Cyrtonaias
  - Delphinonaias
  - Disconaias
  - Friersonia
  - Martensnaias
  - Micronaias
  - Nephritica
  - Nephronaias
  - Pachynaias
  - Popenaias
  - Psoronaias
  - Psorula
  - Reticulatus
  - Sphenonaias
- Areale Asia orientale
  - Aculamprotula
  - Acuticosta
  - Anemina
  - Arconaia
  - Caudiculatus
  - Chamberlainia
  - Contradens
  - Cristaria
  - Ctenodesma
  - Cuneopsis
  - Discomya
  - Elongaria
  - Ensidens
  - Harmandia
  - Hyriopsis
  - Inversidens
  - Inversiunio
  - Lamprotula
  - Lanceolaria
  - Lepidodesma
  - Modellnaia
  - Nodularia
  - Oxynaia
  - Physunio
  - Pilsbryoconcha
  - Pressidens
  - Prohyriopsis
  - Pronodularia
  - Protunio
  - Pseudobaphia
  - Pseudodon
  - Ptychorhynchus
  - Rectidens
  - Rhombuniopsis
  - Scabies
  - Schepmania
  - Schistodesmus
  - Simpsonella
  - Sinanodonta
  - Solenaia
  - Unionetta
- Areale Europa
  - Microcondylaea
  - Pseudanodonta
- Areale India
  - Arcidopsis
  - Lamellidens
  - Parreysia
  - Radiatula
  - Trapezoideus
- Areale Medio Oriente
  - Leguminaia
  - Pseudodontopsis
- Areale Nuova Guinea
  - Haasodonta
- Areale Nord America
  - Actinonaias
  - Alasmidonta
  - Amblema
  - Anodontoides
  - Arcidens
  - Cyprogenia
  - Dromus
  - Ellipsaria
  - Elliptio
  - Elliptoideus
  - Epioblasma
  - Fusconaia
  - Glebula
  - Gonidea
  - Hamiota
  - Hemistena
  - Lampsilis
  - Lasmigona
  - Lemiox
  - Leptodea
  - Ligumia
  - Medionidus
  - Megalonaias
  - Obliquaria
  - Obovaria
  - Pegias
  - Plectomerus
  - Plethobasus
  - Pleurobema
  - Pleuronaia
  - Potamilus
  - Ptychobranchus
  - Pyganodon
  - Quadrula
  - Reginaia
  - Rotundaria
  - Simpsonaias
  - Strophitus
  - Theliderma
  - Toxolasma
  - Truncilla
  - Uniomerus
  - Utterbackia
  - Venustaconcha
  - Villosa